# Бастуни, Рустам
Рустам Бастуни (араб. رستم بستوني‎, ивр. רוסתם בסתוני‎; 15 марта 1923, Хайфа — 26 апреля 1994, Израиль) — израильский общественный и политический деятель, депутат кнессета 2-го созыва от партии МАПАМ.

## Биография
Родился 15 марта 1923 года в Тират-Кармель в арабской христианской семье. Окончил Технион, несколько лет работал преподавателем. Был членом партии «МАПАМ», активист арабского отделения партии, был секретарем партийной фракции в кнессете 1-го созыва. Редактировал еженедельник партии на арабском языке «Аль-паджар».
В 1951 году был избран депутатом кнессета 2-го созыва от партии МАПАМ, работал в комиссии по труду, законодательной комиссии, комиссии по внутренним делам и комиссии по услугам населению. Стал первым депутатом арабского происхождения избранным от сионистской партии. В 1953 в партии произошел раскол, Бастуни вместе с Авраамом Берманом и Моше Снэ покинули партию и основали отдельную левую фракцию. Позже Берман и Снэ присоединились к коммунистической партии, а Бастуни вернулся в состав МАПАМ. После этого в кнессет больше не избирался и в 1961 году покинул МАПАМ.
Работал советником по вопросам арабских деревень в министерстве строительства Израиля. В 1966 году основал «Комитет израильских арабов за Израиль» (ивр. ועדת הפעולה הערבית–ישראלית למען ישראל‎).
В 1969 году эмигрировал в США. Умер 26 апреля 1994 года.